# Dysschema buckleyi
Dysschema buckleyi är en fjärilsart som beskrevs av Druce 1910. Dysschema buckleyi ingår i släktet Dysschema och familjen björnspinnare. Inga underarter finns listade i Catalogue of Life.